# Liste kugelförmiger Bauwerke
| Dieser Artikel wurde auf der Qualitätssicherungsseite des WikiProjekts Planen und Bauen eingetragen. Dies geschieht, um die Qualität der Artikel aus den Themengebieten Bautechnik, Architektur und Planung auf ein akzeptables Niveau zu bringen. Dabei werden Artikel, die nicht maßgeblich verbessert werden können, möglicherweise in die allgemeine Löschdiskussion gegeben. Hilf mit, die inhaltlichen Mängel dieses Artikels zu beseitigen, und beteilige dich an der Diskussion! |

Die Liste kugelförmiger Bauwerke umfasst Bauwerke und Entwürfe in der Kubatur einer Kugel, die umgangssprachlich oft als Kugelhaus bezeichnet werden. Bei den realisierten Projekten handelt es sich nicht um volle Kugeln, sondern um kugelförmige Gebäudehüllen mit einem kreisförmigen Grundriss und gegebenenfalls weiteren horizontalen Geschossebenen.
Hochdruckgasbehälter werden oft als kugelförmiges Bauwerk realisiert.

## Abgrenzung
Halbkugelförmige Bauwerke werden als Kuppelbauten bezeichnet. Kugelförmige Strukturen wie die Biosphère im Montreal von Buckminster Fuller werden als Geodätische Kuppel bezeichnet.

## Entwürfe und Konzepte

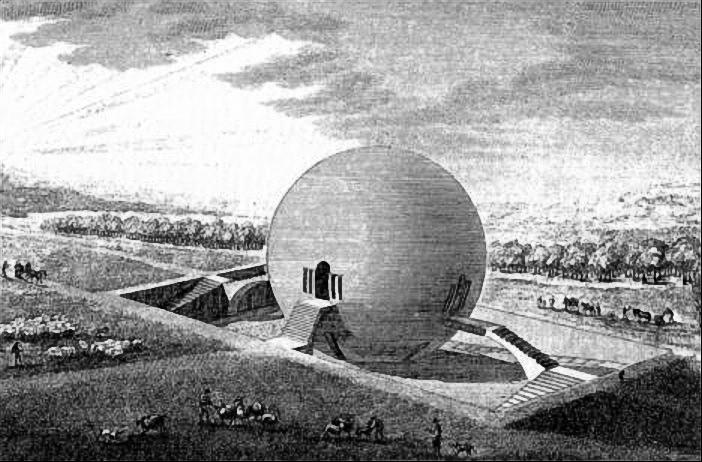
Claude-Nicolas Ledoux Haus des Gärtners, Entwurf 1789

- Die ersten Häuser in Kugelform entwarf der französische Architekt Claude-Nicolas Ledoux im Rahmen der Revolutionsarchitektur im 18. Jahrhundert.[1] So hatte z. B. der Entwurf „Haus des Flurwächters“ eine Kugelform.[2]
- 1927 legte Iwan Iljitsch Leonidow den Entwurf für das geplante Lenin-Institut in Moskau vor.[2]

## Ausgeführte Bauwerke
- 1928 wurde im Rahmen einer Jahresschau in Dresden das „erste Kugelhaus der Welt“ auf dem Städtischen Ausstellungsgelände am Großen Garten erbaut. In der Zeit des Nationalsozialismus wurde das Kugelhaus als „undeutsch“ angesehen und 1938 abgerissen.[3][4][5]
- Wenig später wurde in Cleveland, Ohio (USA), das Cunningham Sanitarium als zweites Kugelhaus der Welt errichtet. Es war ein fensterloses Sanatoriumsgebäude.[6]
- Johann Wilhelm Ludowici (1896–1983) entwarf in den 1950er Jahren ebenfalls Kugelhäuser.[7] Ein Exemplar ist im Ziegeleimuseum in Jockgrim zu sehen. Es hat einen Durchmesser von 4,50 Metern und war für einen Zweipersonenhaushalt vorgesehen. Außer Flur, Küche und Bad besaß es nur einen größeren Wohn-Schlafraum. Ein weiterer zeitgleicher Prototyp von Ludowici steht in Neupotz.
- 1958 wurde in Brüssel, Belgien anlässlich der Weltausstellung das Atomium errichtet, eine Konstruktion aus neun metallisch glänzenden und teilweise begehbaren Kugeln (Restaurant, Souvenirshop) von je 18 Metern Durchmesser, die der Kristallstruktur von Eisen nachempfunden sind. Architekt war André Waterkeyn, erbaut wurde es als Symbol für das Atomzeitalter.
- 1959–1961 wurden die Isothermischen Kugellabore in Berlin errichtet.
- 1968 wurde in Auroville in Indien mit dem Bau des sogenannten Matrimandir begonnen. Das Gebäude wurde 2008 fertiggestellt.
- 1969 wurde die weithin sichtbare kugelförmige Sternwarte des Forschungsinstituts „Manfred von Ardenne“ in Stahlkonstruktion nach Plänen von J. Bauer errichtet.[8]
- 1976 rief der Künstler Edwin Lipburger die Republik Kugelmugel aus, die ausschließlich aus einem Kugelhaus von acht Metern Durchmesser besteht. Es handelt sich dabei um eine vollständige Kugel.
- Die Kugelhausidee des spanischen Architekturbüros Rinaldo besteht aus zusammengesetzten Kugeln, verschiedener Durchmesser und Höhen, mit einem innenliegenden Gartenatrium. Bei unterschiedlichen Projekten sind auch erdüberdeckte, ökologische und autarke Kugelhäuser Bestandteil.
- 1982 wurde im EPCOT in Orlando das Spaceship Earth eröffnet, eine achtzehn Stockwerke hohe geodätische Kugelstruktur, die auch eine gleichnamige Dark-Ride-Attraktion beherbergt, und die Geschichte der Kommunikation darstellt.
- 1984 wurde die Siedlung Bolwoningen (Ball-Häuser) in einem Wohngebiet in ’s-Hertogenbosch in den Niederlanden mit fünfzig sphärischen Kugelhäusern nach Entwürfen von Dries Kreijkamp errichtet.
- 1989 wurde das bis dahin größte sphärische Gebäude der Welt eingeweiht, die Globenarena (2021 in Avicii Arena umbenannt), eine Veranstaltungshalle in Stockholm, Schweden. Sie hat einen Durchmesser von 110 Metern und eine Höhe von 85 Metern.
- Am westlichen Rand der schweizerischen Gemeinde Meyrin befindet sich im Bereich vom Besucherzentrum des CERN ein Kugelhausbau, dessen tragende Konstruktion und Außenhaut aus Holzelementen gestaltet ist. Es wurde erstmals auf der Schweizerischen Landesausstellung 2002 gezeigt, obwohl sein Baumaterial bereits eine Vorgeschichte aufzuweisen hatte. Das Bauwerk trägt den Namen Globe of Science and Innovation.
- 2003 entstand das Eingangsgebäude des earthDATAsafe der Kapsch AG bei Kapfenberg (Steiermark, Österreich), an der S 6.
- Im Jahr 2005 wurde das Glaskugelhaus Dresden fertiggestellt.[2]
- 2020 wurde in Leipzig ein kugelförmiger Baukörper aus Beton und Glas nach einem Entwurf des brasilianischen Architekten Oscar Niemeyer, die Niemeyer-Kugel, auf eine Industriehalle aus Backstein-Mauerwerk aufgesetzt.
- Im Jahr 2023 wurde Sphere at The Venetian Resort fertiggestellt. Das bei Las Vegas errichtete Entertainmentgebäude löste die im Jahr 1989 gebaute Avicii Arena als größtes kugelförmiges Bauwerk der Welt ab.

Bauwerke in Kugelform
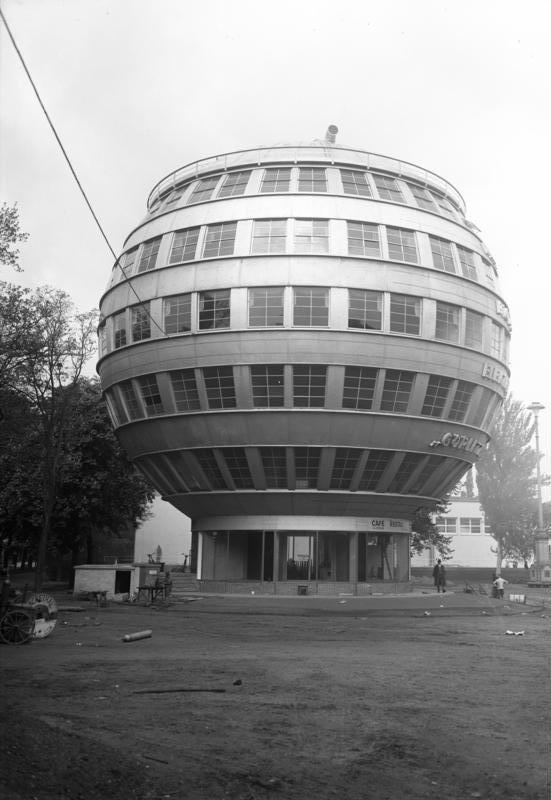
Kugelhaus Dresden (1930)
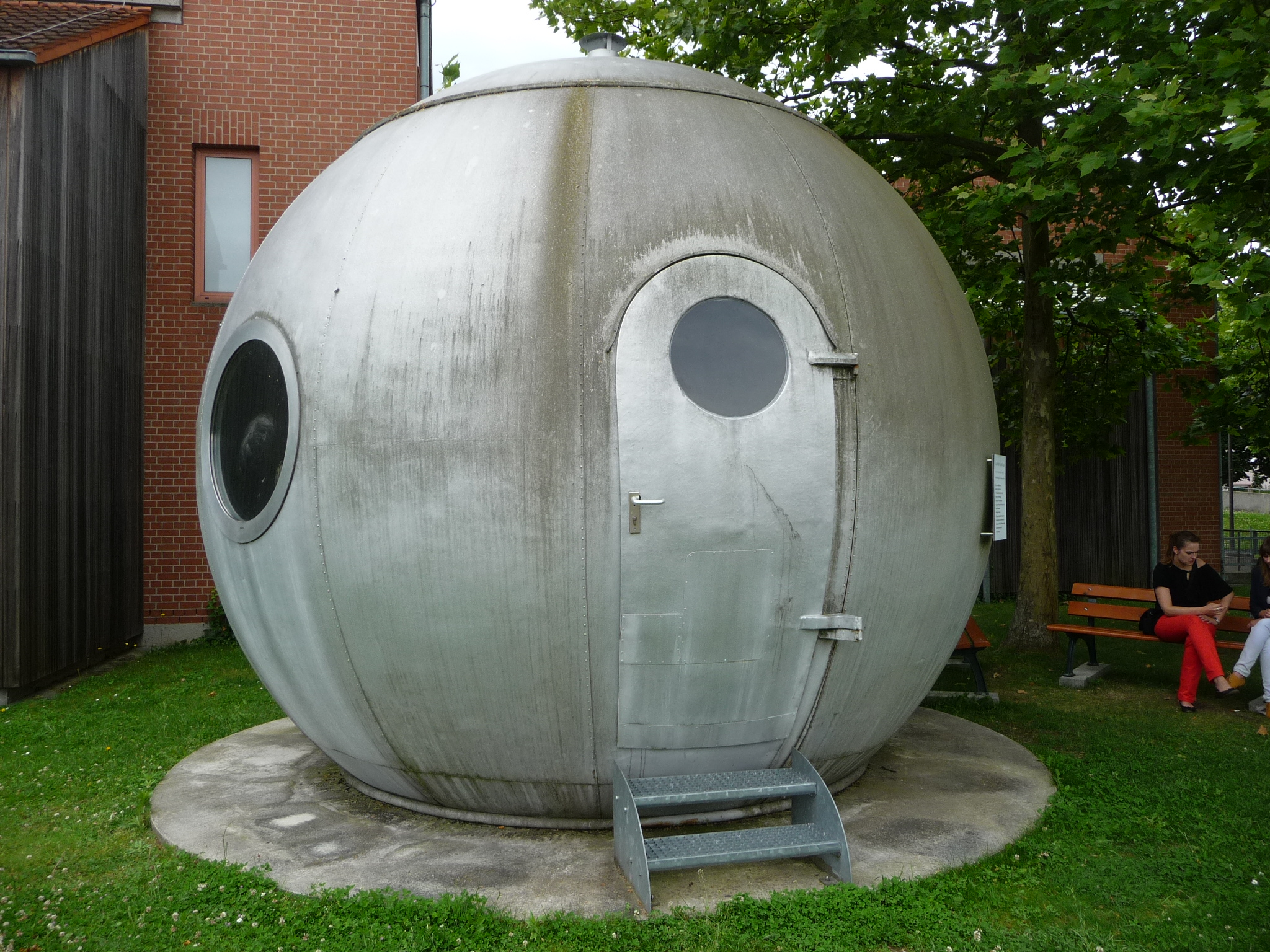
Kugelhaus Jockgrim (2012)
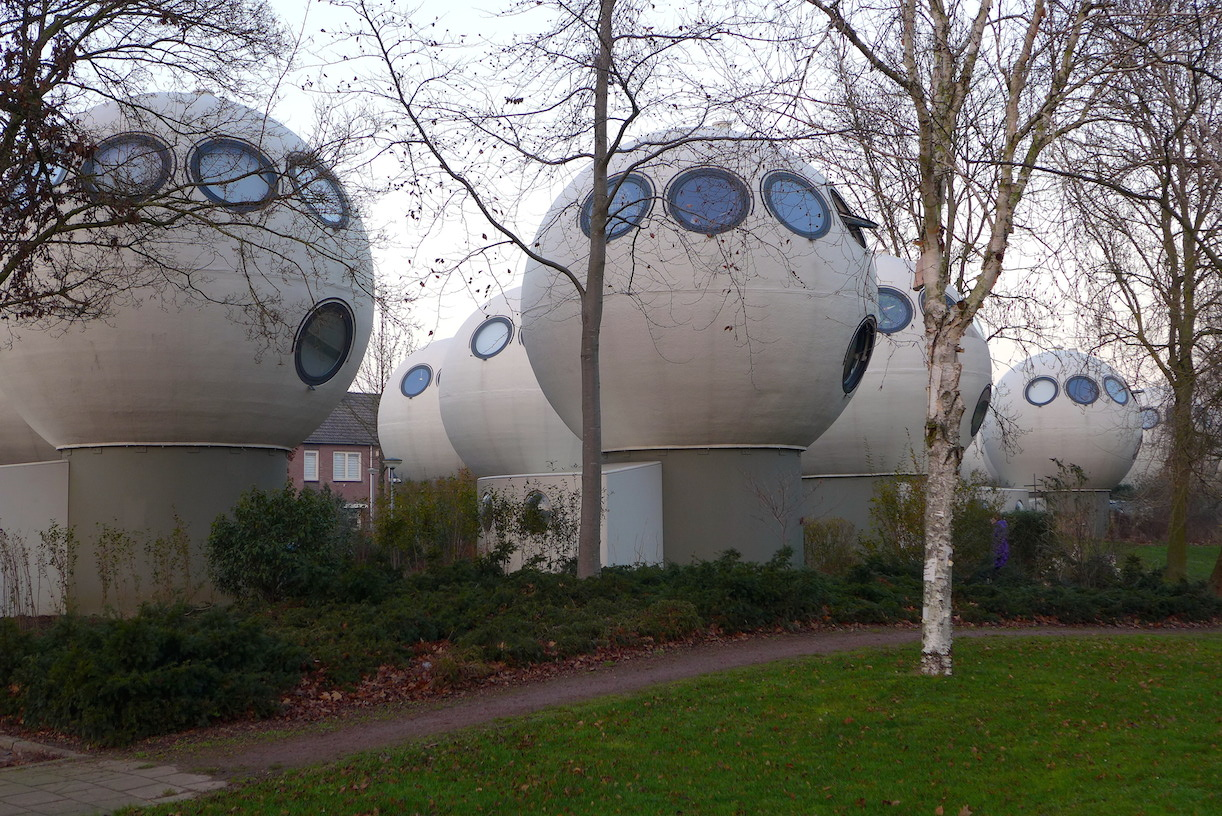
Bolwoningen in ’s-Hertogenbosch (2016)
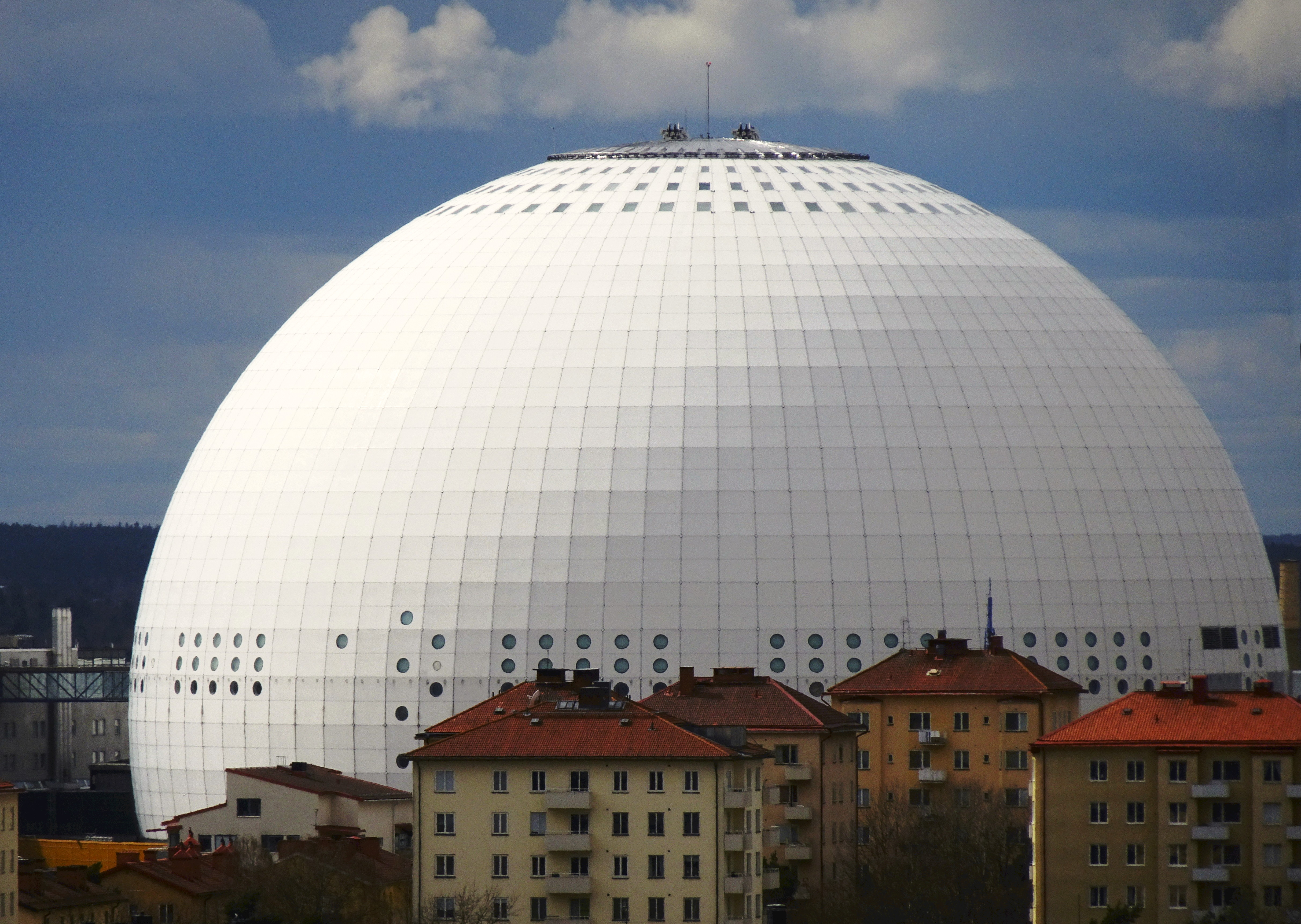
Avicii Arena in Stockholm (2016)
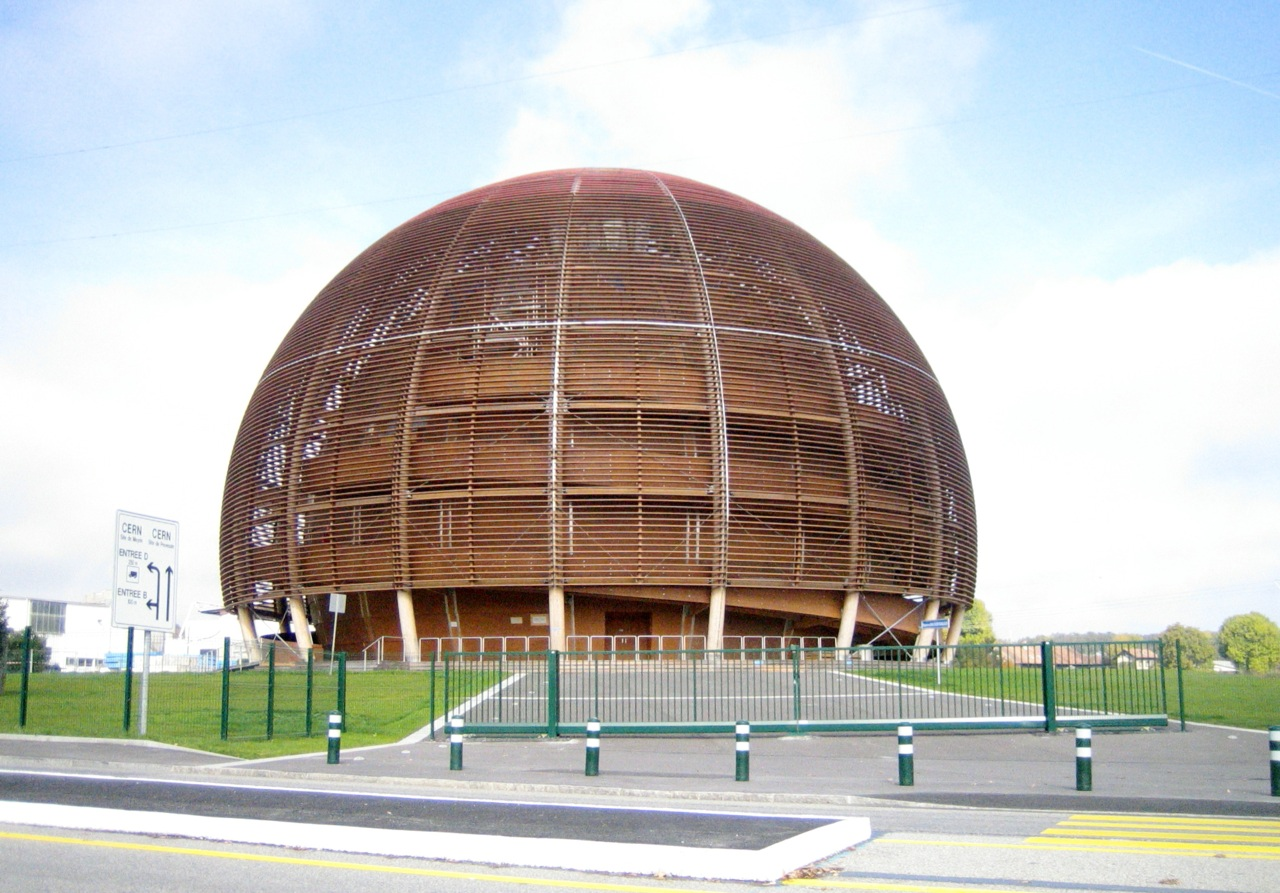
Globe of Science and Innovation in Meyrin (2008)
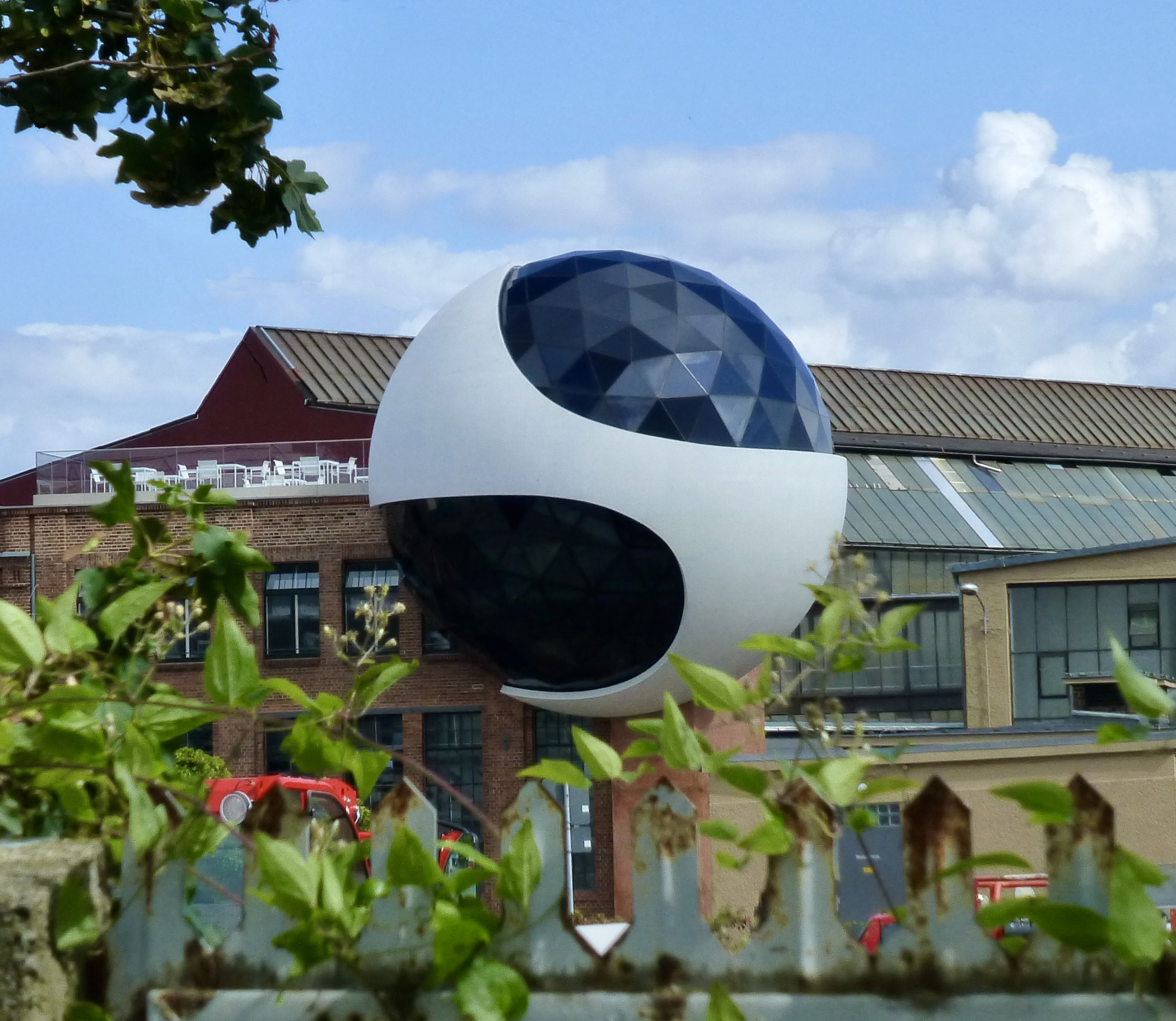
Niemeyer-Kugel in Leipzig (2020)